# Baldvin király Stadion
A Baldvin király Stadion (franciául: Stade Roi Baudouin, hollandul: Koning Boudewijnstadion) egy labdarúgó-stadion Brüsszelben, Belgiumban.

## Története
A stadion nyitóünnepségét 1930. augusztus 23-án tartották, melyen III. Lipót belga király is részt vett. Eredetileg Jubileumi Stadion (franciául: Stade du Centenaire, hollandul: Jubelstadion) volt a neve, mivel Belgium ekkor ünnepelte fennállásának 100. évfordulóját. 1946-ban a stadion új neve Heysel Stadion (franciául: Stade du Heysel, hollandul: Heizelstadion) lett. Számos európai kupadöntőt rendeztek ebben a létesítményben. Itt játszották az 1958-as, az 1966-os, az 1974-es és az az 1985-ös BEK illetve az 1964-es, az 1976-os és az 1980-as KEK döntőket. Az 1972-es Eb -melynek Belgium házigazdája volt- döntőjét is itt játszották.
Befogadóképessége eredetileg 70 000 fő számára volt alkalmas, a legmagasabb nézőszámot 1958-ban sikerült elérni egy európai kupamérkőzésen (66 000 fő).

### Heysel tragédia
A Heysel-tragédiát a hetvenes-nyolcvanas években jelentős méreteket öltő futballhuliganizmus okozta, amikor 1985. május 29-én, a brüsszeli Heysel Stadionban, az angol Liverpool FC és az olasz Juventus FC mérkőzésén ledőlt egy támfal, 39, többségében olasz szurkoló halálát eredményezve. A mérkőzés az 1984-85-ös BEK sorozat döntője volt.
Nagyjából egy órával a tervezett kezdőrúgás előtt, az olasz szurkolók által felhergelt angol huligánok betörtek az itáliaiak részére fenntartott szektorba, menekülésre késztetve azokat, de a stadion omladozó oldalfala nem bírta a nyomást és az emberekre dőlt. A mérkőzést a tragédia ellenére lejátszották.
A tragédiát „az UEFA rendezvények történetének legsötétebb órájaként” emlegették.

### Újjáépítés
A tragédiát követően a nagyon rossz állapotban lévő stadionban még 10 éven keresztül atlétikai versenyeket tartottak, de soha többé nem rendeztek labdarúgó mérkőzést. 1995-ben aztán lebontották a régi stadiont és egy teljesen újat húztak fel a helyén. Az új aréna a Baldvin király Stadion nevet kapta, az 1993-ban elhunyt I. Baldvin belga király tiszteletére. 1996-ban pedig a futball is visszatért „Heyselbe”, a Belgium–Németország barátságos mérkőzés keretében. Még ugyan ebben az évben ismét nemzetközi kupadöntőt rendeztek itt, 1996. május 8-án a Paris Saint-Germain 1-0 arányban győzte le a Rapid Wien együttesét a KEK fináléjában.
A 2000-es labdarúgó-Európa-bajnokság egyik helyszíne volt.
2006. október 23-án a Belga labdarúgó-szövetség úgy döntött, hogy nem a Baldvin király Stadion lesz a válogatott illetve a belga kupadöntők otthona, mondván a stadionba lévő bejárati kapuk túl szűkek és nem túl biztonságos a beléptetés. A következő válogatott mérkőzést így a Constant Vanden Stock Stadionban rendezték. Emiatt Brüsszel városa pert indított, miszerint a jelentéssel ellentétben a stadion állapota biztonságosnak tekinthető. A bíróságon a  városvezetés javára ítéltek. A Labdarúgó-szövetség képviselői ezért találkoztak a városvezetéssel és megállapodtak abban, hogy megújítják a szerződést és 2008. június 30-ig kitolják. 2006. november 23-án ismét itt szerepelt a belga válogatott.

## 2000-es labdarúgó Európa-bajnokság
A 2000-es labdarúgó-Európa-bajnokság csoportmérkőzései közül három mérkőzés helyszínéül szolgált. Az egyenes kieséses szakaszban az egyik negyeddöntőt és az egyik elődöntőt rendezték itt.
| Dátum       | Időpont (CEST) | Pályaválasztó | Eredmény            | Vendég     | Forduló     | Nézők  |
| ----------- | -------------- | ------------- | ------------------- | ---------- | ----------- | ------ |
| 2000.06.10. | 20.45          | Belgium       | 2:1 (1:0)           | Svédország | B csoport   | 50 000 |
| 2000.06.14. | 20.45          | Olaszország   | 2:0 (1:0)           | Belgium    | B csoport   | 46 000 |
| 2000.06.19. | 20.45          | Törökország   | 2:0 (1:0)           | Belgium    | B csoport   | 48 000 |
| 2000.06.24. | 20.45          | Olaszország   | 2:0 (2:0)           | Románia    | Negyeddöntő | 40 000 |
| 2000.06.28. | 20.45          | Franciaország | 2:1 (0:1, 1:1, 1:1) | Portugália | Elődöntő    | 50 000 |